# Rade de Toulon

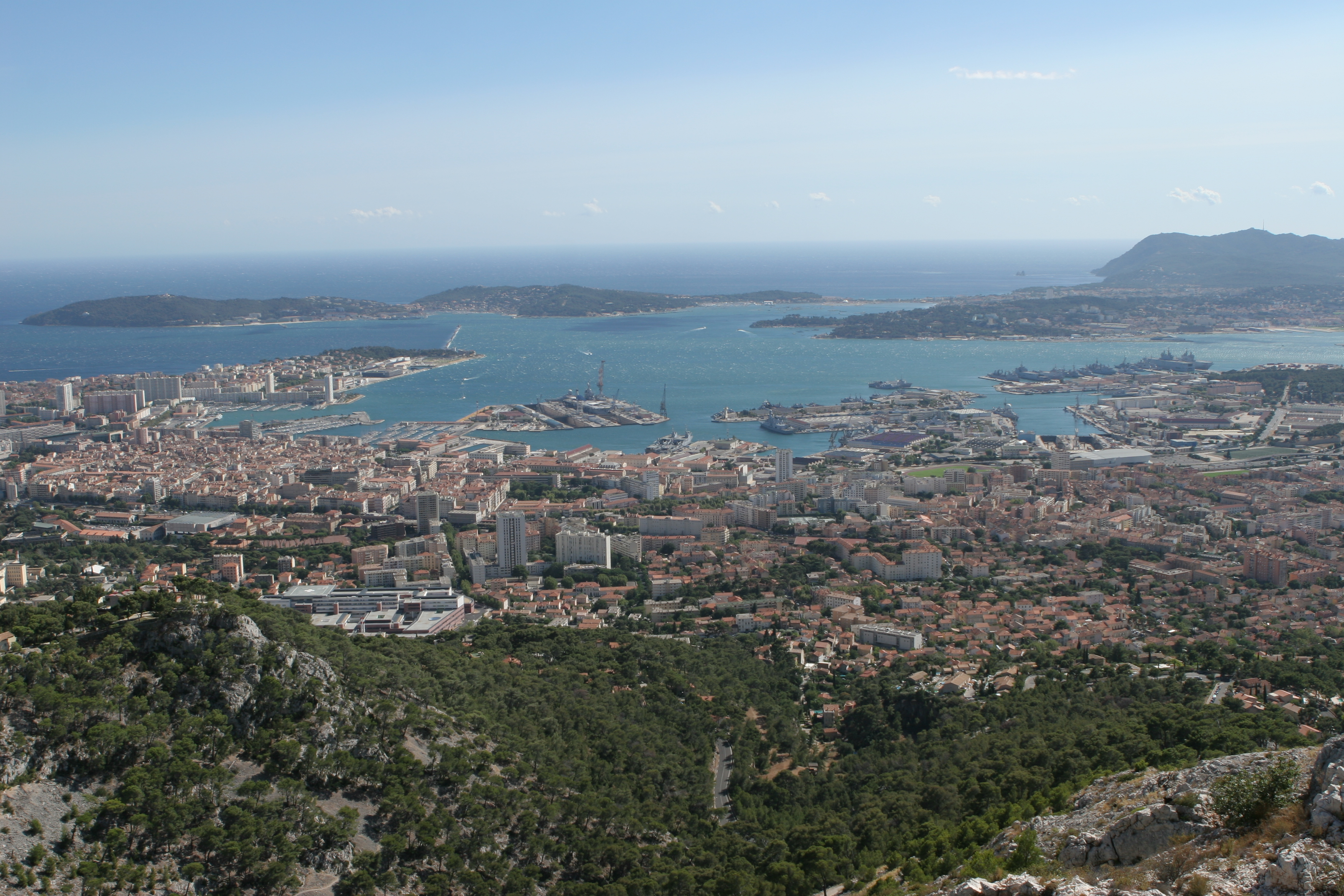
La petite rade vue depuis le mont Faron

La rade de Toulon est une rade située sur la côte française de la Méditerranée, dans le Var en région Provence-Alpes-Côte-d'Azur. Elle est bordée par la métropole Toulon-Provence-Méditerranée et notamment les communes de Toulon, La Seyne-sur-Mer et Saint-Mandrier-sur-Mer. 
Utilisée depuis l'Antiquité par les navires grecs puis romains, elle abrite aujourd'hui le port civil et militaire de Toulon. Elle est entourée de plusieurs forts protecteurs, comme le fort de Six-Fours, encore utilisé, ainsi que plusieurs autres comme le fort de Balaguier maintenant réformés et constituant un important patrimoine militaire. 

## Géographie

### Situation
La rade est fermée à l'est par le cap de Carqueiranne et au sud par la presqu'île de Saint-Mandrier qui la séparent de la pleine mer, elle se divise en une grande rade (appelée rade des Vignettes) à l'est et une petite rade à l'ouest, contigüe entre Toulon, La Seyne-sur-Mer et Saint-Mandrier-sur-Mer. Au sud de la rade des Vignettes et de la presqu'ile de Saint-Mandrier, nous pouvons presque distinguer une troisième rade, délimitée à l'ouest par le cap Sicié à l'Ouest et par l'ouest de la presqu'île de Giens à l'Est. Elle est séparée de l'arrière-pays varois au nord par les monts toulonnais ; dans l'ordre, d'ouest en est : le Baou des Quatre Oures - "Colline des quatre vents" en provençal - 576 m, le mont Caume - 804 m, le mont Faron - 584 m, le mont Coudon - 702 m. Ces sommets protègent la rade, de par les diverses fortifications militaires qui y ont été installées pour prévenir des attaques maritimes et par le peu de passages qu'offre le relief escarpé ; passages qui sont par ailleurs également défendus par des fortifications.

### La grande et la petite rade

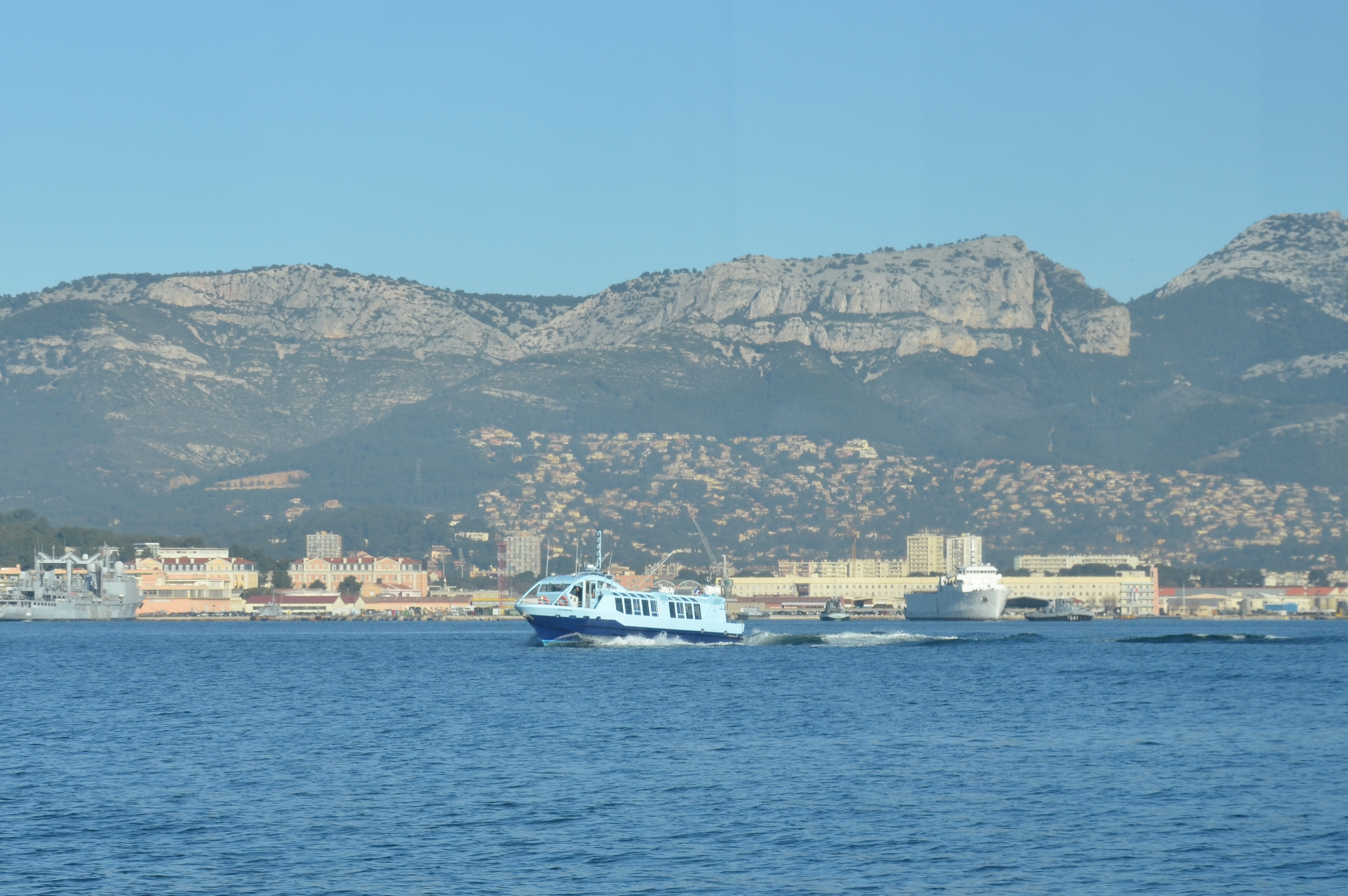
Un bateau-bus du réseau Mistral, dans la Rade de Toulon.

La grande et la petite rade sont séparées par la grande jetée, une digue de 1 500 mètres de long réalisée de 1877 à 1881 par les ingénieurs de la marine nationale et par les bagnards de Toulon. Dans la petite rade, on trouve l'arsenal militaire et le port de commerce de Toulon, ainsi que la base des écoles de plongée de la marine nationale  de Saint-Mandrier, diverses fortifications telles que la Tour royale ou le fort Balaguier, une base scientifique de l'Institut français de recherche pour l'exploitation de la mer (IFREMER) à La Seyne-sur-Mer, des parcs de pisciculture et le site de Tamaris qui fut une station balnéaire à la mode dès le XIXe siècle, lancée par Michel Pacha et fréquentée entre autres par George Sand et Frédéric Chopin.

### Communes limitrophes

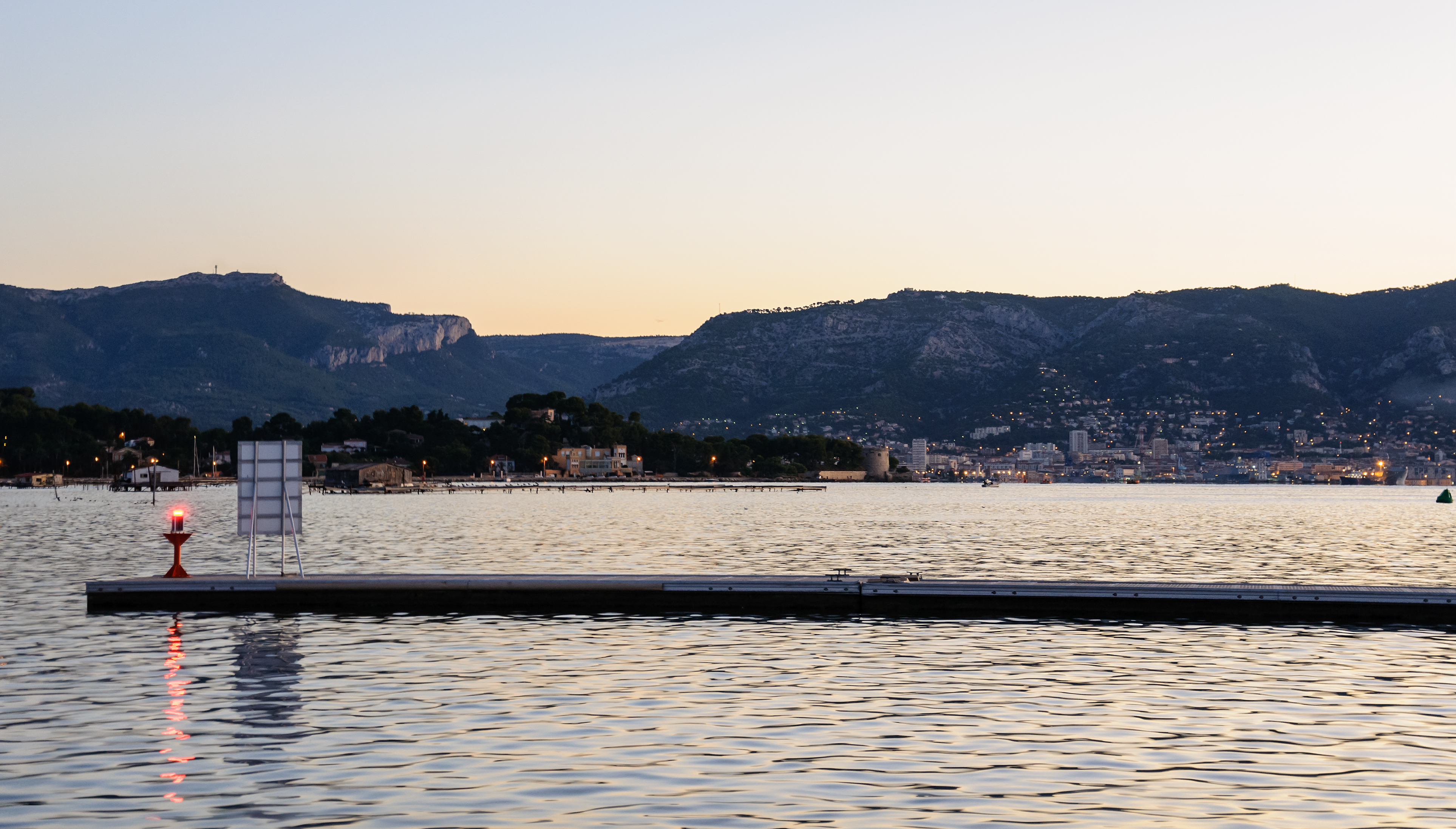
La petite rade de Toulon vue de Saint-Mandrier-sur-Mer au petit matin

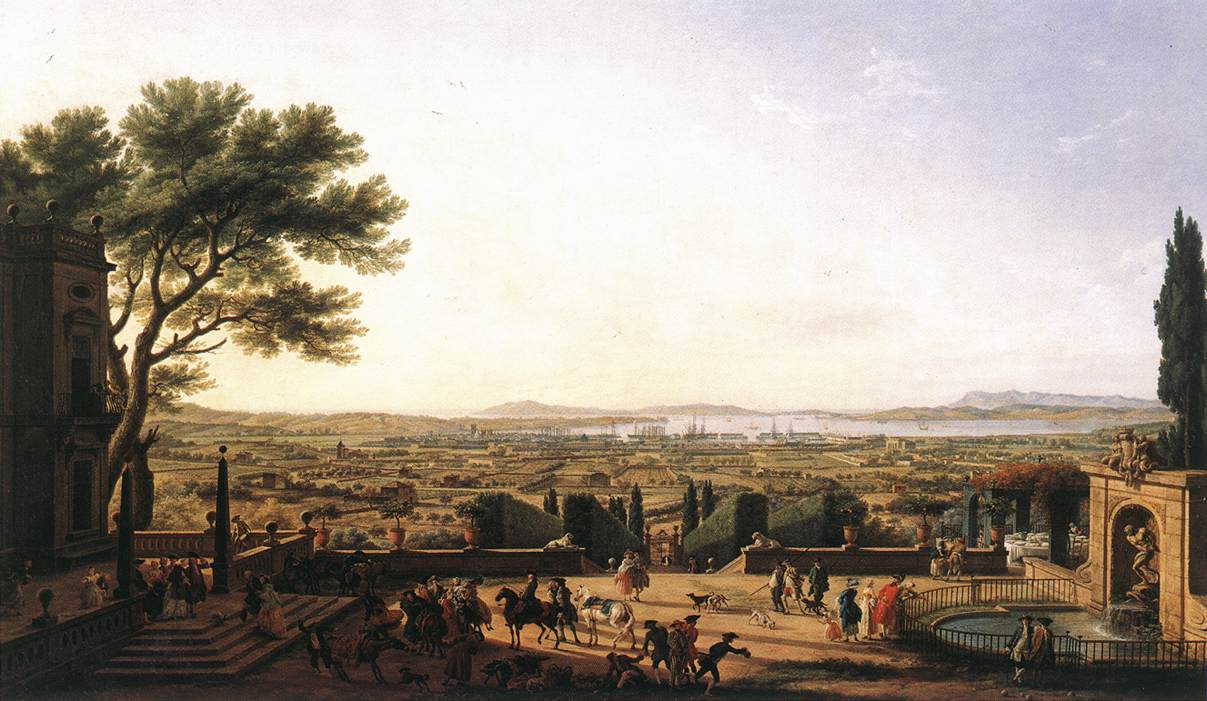
La ville de Toulon et le port en 1756, par Joseph Vernet.

Plusieurs communes ont une façade maritime ouverte sur la rade. Elles font toutes parties de la métropole Toulon Provence Méditerranée. D'ouest en est, on retrouve : 
- Saint-Mandrier-sur-Mer (sa façade maritime nord)
- La Seyne-sur-Mer (sa façade maritime est)
- Ollioules (son unique façade maritime sur 150 m environ, orientée vers le sud est)
- Toulon (son unique façade maritime, orientée vers le sud)
- La Garde (son unique façade maritime, orientée vers le sud)
- Le Pradet (façade maritime orientée sud et ouest puis de nouveau sud après le cap de Carqueiranne)

Au-delà du cap de Carqueiranne s'ouvre le golfe de Giens, pouvant être quelquefois considéré comme une extension de la rade de Toulon et appartenant au territoire de deux communes également membres de la TPM :
- Carqueiranne (son unique façade maritime, orientée vers le sud)
- Hyères (la façade ouest de la presqu'île de Giens)

### Hydrographie
Deux petits fleuves côtiers se jettent dans la rade : 
- L'Eygoutier, long de 15 kilomètres, se jette dans la grande rade près du fort Saint-Louis après sa traversée de Toulon,
- Le Las, long de 12 kilomètres se jette dans le port militaire de l’arsenal.

## Histoire

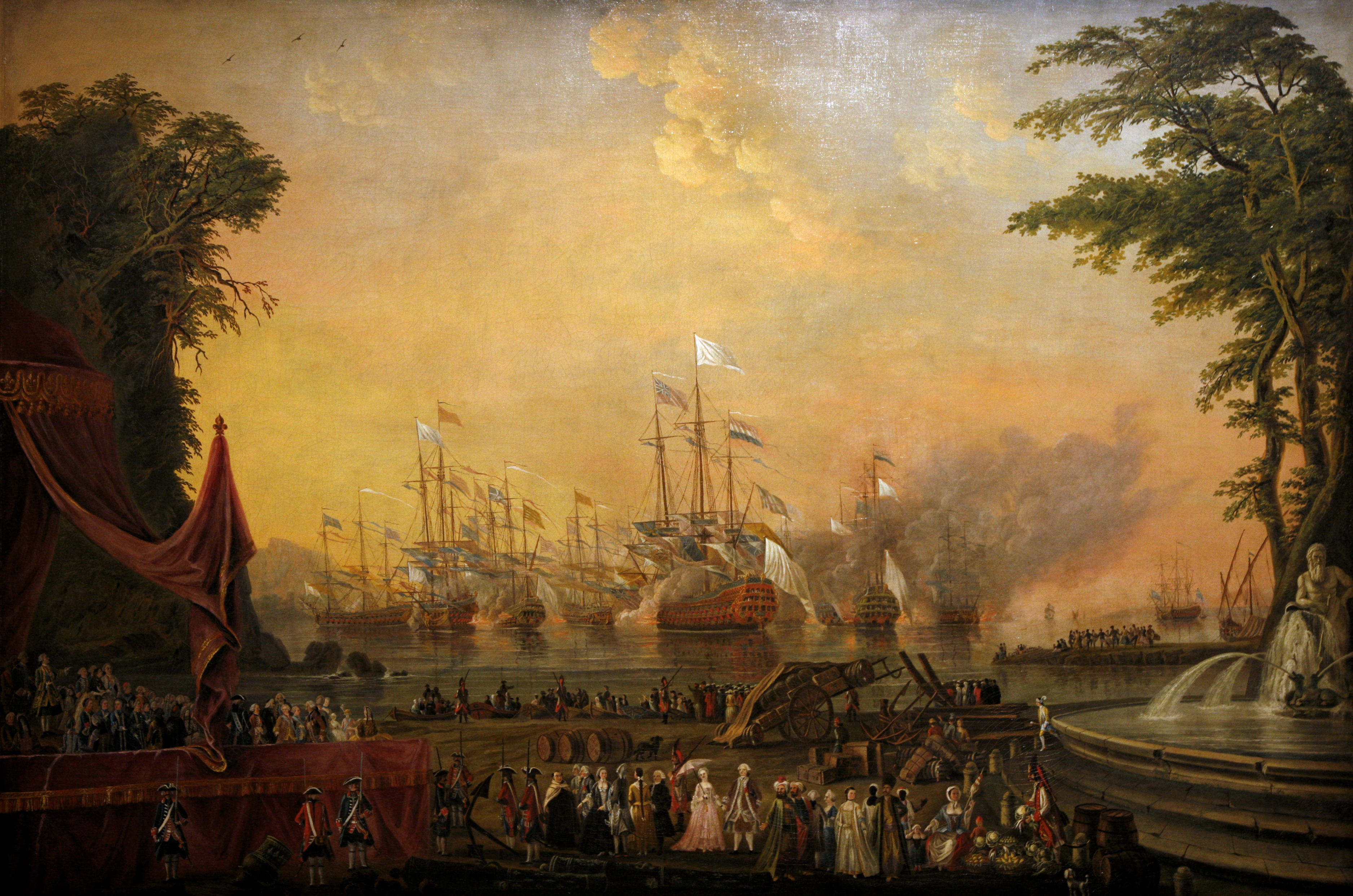
L'escadre de Toulon lors de manœuvres dans la rade en 1777, peint par Chevalier Flotte de Saint-Joseph.

La rade de Toulon s'est formée il y a 8 000 ans, lorsque la remontée du niveau des mers consécutive à la fin de la glaciation a envahi la large vallée séparant les pentes du mont Faron de celles de Saint-Mandrier (estuaire du Las). Pendant l'Antiquité, une pêcherie de Murex (pour l'extraction du pourpre) fonctionnait à l'embouchure de l'Eygoutier. Petit à petit, ce qui n'était qu'une escale est devenu un port, nommé Telo Martius. L'histoire de la rade est ainsi étroitement liée à l'histoire de Toulon et à celle de son port militaire, établi ici par les rois de France. Elle fut choisie pour sa position géographique, abritée des éléments et permettant de disposer une défense militaire efficace et sur 360°. C'est dans cette rade que les trois pionniers français de la plongée : Philippe Tailliez, Jacques-Yves Cousteau et Frédéric Dumas surnommés depuis 1975 « les trois mousquemers », ont commencé leur carrière et expérimenté leurs premiers engins sous-marins.

### Premières protections de la rade
C'est après l'annexion du royaume de Provence au royaume de France en 1481 que Toulon a acquis une place importante dans le système de défense maritime français. Le roi Louis XII fit construire à l'est de la rade la première défense fortifiée de cette dernière, la Tour royale, en 1514. En 1636, Richelieu compléta ce dispositif au sud-ouest avec l'édification du fort Balaguier qui pouvait croiser le feu avec la tour et assurer la protection de la Petite rade.

### La création d'un grand port militaire et sa protection par Vauban
Sous le règne de Louis XIV la rade de Toulon est devenue un grand port militaire et les travaux entrepris à partir de 1679 par Vauban vont changer sa physionomie. 
Plusieurs forts furent construits pour la protéger : le fort Saint-Louis et le fort de l'Éguillette.

## Affrontements militaires, naufrage et sabordage
La rade ou ses abords sont le théâtre militaire d'affrontements entre la France et différents belligérants au fil des siècles. On peut citer pour les principales, la bataille du cap Sicié en 1744, le siège de Toulon en 1793, la bataille des îles d'Hyères en 1795. La rade est aussi le lieu de naufrages comme celui de La Lune de retour d'une expédition militaire en Afrique du Nord en 1644, provoquant la mort de plus de 700 marins et soldats. Elle est aussi le cadre du sabordage de la flotte française en novembre 1942, pour ne pas tomber dans les mains allemandes.

## Activités
Le port de commerce de Toulon est le premier port français pour la desserte de la Corse. En 2009, plus d'un million de passagers ont embarqué vers diverses destinations méditerranéennes ; la ville enregistre aujourd'hui 65 % du trafic à destination de la Corse, ceci dû à la présence depuis 2001 de la compagnie maritime Corsica Ferries, qui a supplanté la SNCM. Toulon était aussi le port de départ d'"autoroutes de la mer" pour des poids-lourds ou leur remorque avec une desserte régulière assurée par Grimaldi Ferries à destination de Civitavecchia (Rome) jusqu'en 2009, une autre compagnie assurant une liaison similaire avec Istanbul. La rade accueille également, occasionnellement, des navires de croisière ainsi que des navires militaires de pays alliés.
Les divers ports de la rade continuent d'abriter de petites flottes de navires de pêche de faible tonnage, mais la majorité de leurs places à quai sont désormais occupées par des navires de plaisance, des voiliers et yachts de luxe en escale.
Des navires scientifiques de l'Ifremer, ainsi qu'une partie des activités de France Télécom Marine, sont également implantés à La Seyne-sur-Mer.
La rade est aussi un site touristique privilégié de l'aire urbaine toulonnaise qu'il est possible de visiter en bateau de tourisme.

Vue panoramique de la rade de Toulon depuis le Mont-Faron.